# Eilema sordida
Eilema sordida är en fjärilsart som beskrevs av Butler. Eilema sordida ingår i släktet Eilema och familjen björnspinnare. Inga underarter finns listade i Catalogue of Life.